# 楊家寶
楊家寶（英語：Bobo Yeung，8月31日—）是香港無綫電視基本藝人合約女藝員，未進入無綫之前已經拍過不少廣告和香港電台電視劇，之後參加第26期無綫電視藝員訓練班，現在主要為無綫電視拍攝電視劇，在《愛·回家 (第二輯)》飾演任莉芝一角為戲份較重的角色。

## 外部連結
- 第26期藝員訓練班– 楊家寶 YEUNG Ka Po - 學員介紹- tvb.com （页面存档备份，存于）
- 楊家寶 Bobo Yeung - TVB藝人資料 （页面存档备份，存于）
- 楊家寶的Instagram帳戶